# Sindrome di Birt-Hogg-Dubé
La sindrome di Birt-Hogg-Dubé (BHD), nota anche come sindrome di Hornstein-Knickenberg o fibrofolliculoma con tricodiscoma e acrocordoni, è una sindrome ereditaria autosomica dominante rara legata ad una mutazione del gene della folliculina (FLCN) sul cromosoma 17 scoperta nel 1977. Clinicamente v'è una grande variabilità fenotipica, persino all'interno della stessa famiglia, ma si caratterizza generalmente con una combinazione di lesioni a livello cutaneo, renale e polmonare e una maggior suscettibilità tumorale. I pazienti con BHD diagnosticata sono monitorati principalmente a livello polmonare e renale.

## Epidemiologia
La sindrome di Birt-Hogg-Dubé è una malattia rara: la prevalenza della sindrome è difatti stimata in 1/200 000, ma l'incidenza esatta non è nota; sono state identificate tra le 200 e le 400 famiglie affette in tutto il mondo, ma sembra che la malattia sia sottostimata a causa della variabilità dell'espressione clinica: Le donne e individui che manifestano più tardivamente i sintomi cutanei hanno un fenotipo cutaneo meno severo, con lesioni minori in numero e più piccole. 

## Patogenesi
La patogenesi della malattia è legata ad una mutazione sul gene che trascrive la proteina follicolina, una proteina, il cui ruolo non è stato ancora chiarito del tutto, ma che sembra agisca come oncosoppressore nella pathway di mTOR.

### Genetica
La sindrome di Birt-Hogg-Dubè è provocata da mutazioni germinali sul gene della follicolina (FLCN, noto anche come gene BHD) localizzato sul braccio corto del cromosoma 17 (17p11.2). Attualmente FLCN è l'unico gene noto associato alla sindrome BHD: l'88% delle famiglie affette presenta una mutazione a carico di tale gene (ed, in particolare, il 53% riscontra delezioni (c.1285delC) o duplicazioni (c.1285dupC) nel tratto policisteinico dell'esone 11, mentre tra il 3% e il 5% presentano una delezione, parziale o completa, del gene; il restante 7-9% è associato a mutazioni non ancora identificate. Le mutazioni a carico di FLCN sono, comunque, molto eterogenee e comprendono mutazioni nonsenso e mutazioni frame-shift. Qualunque sia l'evento, si verifica un troncamento precoce del dominio C-terminale della follicolina.

La follicolina è decodificata dal gene FLCN localizzato sul braccio corto del cromosoma 17

La sindrome si trasmette di genitore in figlio secondo le regole dell'eredità autosomica dominante: la prole di un individuo affetto ha quindi il 50% di possibilità di ereditare la variante patogenetica. Ricerche suggeriscono che occorre avere entrambi geni codificanti FLCN modificati al fine di manifestare la BHD; di pensa dunque che figli con un solo genitore con la BHD, contraggano la malattia solo dopo la mutazione post-natale dell'allele funzionante. Questo implica la bassissima frequenza di BHD. Non sono noti fenomeni di anticipazione.

## Clinica
Le manifestazioni patologiche si hanno intorno a 20-30 anni e sono localizzate a livello di cute, polmoni e reni, laddove, cioè, il gene FLCN ha maggiore espressione. La gravità della malattia può variare significativamente fra le diverse famiglie e anche fra i membri della stessa famiglia: sebbene, difatti ci siano manifestazioni peculiari e quasi sempre presenti, l'assenza di uno po più lesioni non esclude la presenza di malattia.

### Cute
Lo spettro delle manifestazioni cutanee della sindrome di Birt-Hogg-Dubé è rappresentato da lesioni non-cancerose della pelle, non pericolose dal punto di vista clinico ma dare sequele psicologiche per l'impatto estetico. Solitamente compaiono intorno alla seconda-terza decade; quando si manifestano in età più avanzate si presenteranno minori in numero e dimensione. Le principali lesioni sono:
- Fibrofolliculoma: tumore benigno dei follicoli piliferi. i fibrofolliculomi si presentano come lesioni biancastre o giallastre a forma di cupola, simili a comedoni cheratinizzati presenti a livello di volto, collo e, meno comunemente, tronco[10][11]; è possibile che comprendano cisti epidermoidi. Un numero elevato di fibrofolliculomi può essere associata a iperseborrea. Sebbene circa l'80% degli individui affetti dalla sindrome presentino, entro i 40 anni, tali lesioni[10], i fibrofolliculomi sono reperti rari, di difficilissimo riscontro al di fuori della sindrome di Birt-Hogg-Dubé; a causa della somiglianza clinica con altre lesioni, per diagnosticare un fibrofolliculoma è necessario un esame istologico[4].
- Tricodiscosoma: tumore benigno del mesenchima dei follicoli piliferi. Dal punto di vista clinico appaiono come lesioni biancastre di 1-3 mm intorno ai bulbi piliferi; dal punto di vista istologico sono proliferazioni stromali angiofibromatose non-capsulate perifollicolari o parafollicolari di forma ellittica[12]

### Polmoni
Le affezioni polmonari tipiche della sindrome di BHD comprendono cisti polmonari e pneumotorace.

### Reni
La sindrome di BHD è associata con una maggiore incidenza di cisti e tumori renali.

## Anatomia patologica
Nella pelle del volto e della parte superiore del torace sono presenti numerosi fibrofolliculomi, lesioni anaplastiche e metaplastiche. 
I polmoni possono presentare cisti, con ampie zone di necrosi intorno, in accordo con l'anatomia patologica di questi tipi di tumore. Nessun altro segno manifesto macroscopicamente è visibile.

## Trattamento
La terapia è sintomatica. Chemioterapia/radioterapia sono consigliate per la cura dei tumori; l'intervento chirurgico per gli eventuali pneumotoraci.